# Echidnopsis montana
Echidnopsis montana là một loài thực vật có hoa trong họ La bố ma. Loài này được (R.A.Dyer & E.A.Bruce) P.R.O.Bally mô tả khoa học đầu tiên năm 1964.